# 3 Words
3 Words (englisch für „3 Wörter“) ist ein Lied der britischen Sängerin Cheryl Cole in Zusammenarbeit mit dem Black-Eyed-Peas-Mitglied Will.i.am. Es wurde im Dezember 2009 als zweite Single ihres gleichnamigen Albums veröffentlicht, in Deutschland im Juni des darauffolgenden Jahres.

## Hintergrund
3 Words ist ein Uptempo-Synthpop- und Dance-Popsong, mit Gesang von Cheryl Cole und Will.i.am, der das Lied produziert hat und es zusammen mit Cole und George Pajon geschrieben hat. Das Lied ist in Cis-Moll geschrieben und ist mit 129 Beats per Minute ein Uptemposong. Sehr auffallend ist das Fehlen eines klassischen Refrains im Lied, stattdessen wechseln sich ruhige Passagen mit Gitarre und Klavier mit den Beats aus dem Synthesizer ab, die symbolisch für den Refrain stehen. Die Akkordfolge ist relativ spärlich, aber dennoch komplex: Cis – Moll – Gis – Moll – Cis – A – Dur – Cis. Coles Stimmumfang im Lied umfasst den Bereich von Gis3 bis B4.
Kritiker bemerkten, dass das Lied genretechnisch schwer zu definieren sei. Cole stimmte dem zu und meinte, das Lied sei „anders als alles, was ich bisher gemacht oder gemocht habe.“ Sie bezeichnete 3 Words als ihr Lieblingslied des Albums.

## Musikvideo
Das Musikvideo zu 3 Words wurde von Vincent Haycock in der Woche vom 19. Oktober gedreht. Es hatte am 27. November Premiere. Das Video wurde als „komplett anders als das Video zu Fight For This Love“ beschrieben. Das zweite offizielle Split Screen Video wurde von Saam geleitet. Cheryl Cole tritt im Video in mehreren verschiedenen Outfits auf. In einer Szene trägt sie eine „von Lady Gaga inspirierte platinblonde Perücke“, in einer anderen tritt sie als „ägyptische Göttin“ auf. Laut Lisa McGarry von Unreality TV ist das Video „merkwürdig“, sie merkte allerdings an: „Selbst wenn es nicht gut aussieht, sieht es zumindest schockierend aus.“ In den weiteren Szenen des Musikvideos sieht man Will.I.Am auf dem Boden sitzen, später einige Tänzer, die sich zur Musik bewegen. Diese wurden als „Tanzszenen mit eingestreuten Sequenzen“ beschrieben, „in denen sich das Video auf die zwei Hauptakteure fokussiert, die sich gegenseitig zu suchen scheinen“.

## Promotion
Die weltweite Radiopremiere des Lieds fand am 13. Oktober 2009 in der Chris Moyles Show von BBC Radio 1 statt. Cole führte das Lied zum ersten Mal live in der Sendung Cheryl Cole's Night In auf dem Sender ITV auf. Im Januar 2010 flog Cole nach Deutschland, um 3 Words im Rahmen der German Award Ceremony DLD Starnight im Haus der Kunst zu singen. Sie präsentierte den Song außerdem als Teil eines Sets auf dem BBC Radio 1 Big Weekend, als auch bei der De Grisogono Dinner Party im Eden Rock Hotel in Antibes während des Filmfestivals in Cannes.

## Mitwirkende
- Gesang – Cheryl Cole, Will.i.am
- Produktion – Will.I.Am
- Gitarre – George Pajon
- Schlagzeug, Synthesizer, Bass – Will.i.am
- Engineering – Padriac Kerin, Will.i.am
- Abmischung – Dylan Dresdow, Will.i.am
- Aufnahmen – Padriac Kerin (Record Plant Studio, Los Angeles)

## Rezeption

### Charts und Chartplatzierungen
| ChartsChartplatzierungen     | Höchstplatzierung | Wochen |
| ---------------------------- | ----------------- | ------ |
| Deutschland (GfK)            | 27 (9 Wo.)        | 9      |
| Österreich (Ö3)              | 56 (1 Wo.)        | 1      |
| Vereinigtes Königreich (OCC) | 4 (23 Wo.)        | 23     |

| ChartsJahrescharts (2009)    | Platzierung |
| ---------------------------- | ----------- |
| Vereinigtes Königreich (OCC) | 91          |

### Auszeichnungen für Musikverkäufe
| Land/Region                  | Auszeichnungen für Musikverkäufe (Land/Region, Auszeichnung, Verkäufe) | Verkäufe |
| ---------------------------- | ---------------------------------------------------------------------- | -------- |
| Australien (ARIA)            | 2× Platin                                                              | 140.000  |
| Italien (FIMI)               | Gold                                                                   | 15.000   |
| Vereinigtes Königreich (BPI) | Silber                                                                 | 374.000  |
| Insgesamt                    | 1× Silber · 1× Gold · 2× Platin ·                                      | 529.000  |

Hauptartikel: Will.i.am/Auszeichnungen für Musikverkäufe